# PGC 16864
PGC 16864 = ESO 422-41 ist eine Balken-Spiralgalaxie vom Hubble-Typ SBdm im Sternbild Taube am Südsternhimmel. Sie ist schätzungsweise 36 Millionen Lichtjahre von der Milchstraße entfernt.